# Cryptolabis (Cryptolabis) diversipes
Cryptolabis (Cryptolabis) diversipes is een tweevleugelige uit de familie steltmuggen (Limoniidae). De soort komt voor in het Neotropisch gebied.